# Almoharín (kommunhuvudort)
Almoharín är en kommunhuvudort i Spanien.   Den ligger i provinsen Provincia de Cáceres och regionen Extremadura, i den centrala delen av landet, 240 km sydväst om huvudstaden Madrid. Almoharín ligger 303 meter över havet och antalet invånare är 2 040.
Terrängen runt Almoharín är kuperad åt nordväst, men åt sydost är den platt.Runt Almoharín är det ganska tätbefolkat, med 75 invånare per kvadratkilometer. Närmaste större samhälle är Miajadas, 11,9 km öster om Almoharín. Omgivningarna runt Almoharín är huvudsakligen savann.